# 25370 Karenfletch
25370 Karenfletch (tên chỉ định: 1999 TW144) là một tiểu hành tinh vành đai chính. Nó được phát hiện bởi dự án Nghiên cứu tiểu hành tinh gần Trái Đất Lincoln ở Socorro, New Mexico, ngày 7 tháng 10 năm 1999. Nó được đặt theo tên Karen Fletcher, an American educator ở Barrington, Rhode Island.